# نیکولاس گونزالس (بازیکن فوتبال، زاده ۱۹۹۶)
نیکولاس گونزالس (انگلیسی: Nicolás González؛ زادهٔ ۱۸ ژانویهٔ ۱۹۹۶) بازیکن فوتبال اهل اسپانیا است.